# Palawan-Zwergohreule
Die Palawan-Zwergohreule (Otus fuliginosus), auch Palawan-Halsbandeule genannt, ist eine Eulenart aus der Gattung der Zwergohreulen.

## Beschreibung
Die sehr kleine Eule wird 19 bis 20 Zentimeter lang. Das Gefieder ist kräftig braun mit Kritzeln und Flecken, am Scheitel und Nackenband dunkler braun. Die Außenfahnen der Schulterfedern bilden ein auffälliges weißes Band. Die Unterseite ist rötlich braun mit pfeilförmigen schwärzlichen Strichen. Im dunklen Gesicht fallen die weißlichen Augenbrauen auf. Die Augen sind blass orangebraun, die Federohren kurz, der Schnabel ist hell bräunlich. Die Beine sind bis zum Ansatz der gelblich grauen Zehen befiedert, die Krallen dunkel hornfarben.

## Lebensweise
Sie bewohnt tropischen Tieflandwald und sekundäres Waldland, auch Plantagen mit Bäumen. Die Nahrung bilden vorwiegend Insekten. Die Stimme ist ein schnarchendes, zweisilbiges krarr-kruarr, das in Abständen von vier bis fünf Sekunden wiederholt wird.

## Verbreitung
Die Art lebt endemisch auf der philippinischen Insel Palawan. Sie ist selten und gilt nach BirdLife International als gefährdet.